# Rue Bourgchanin
La rue Bourgchanin est une ancienne voie de Lyon, en France, située sur des portions des actuelles rue de la Barre et rue Bellecordière.

## Étymologie
Chanin était à la Renaissance le nom du quartier, qui doit provenir de canis, burgus caninus : Bourg des chiens ou de chanin signifie qui signifie, en parler lyonnais, « malsain ».

## Histoire

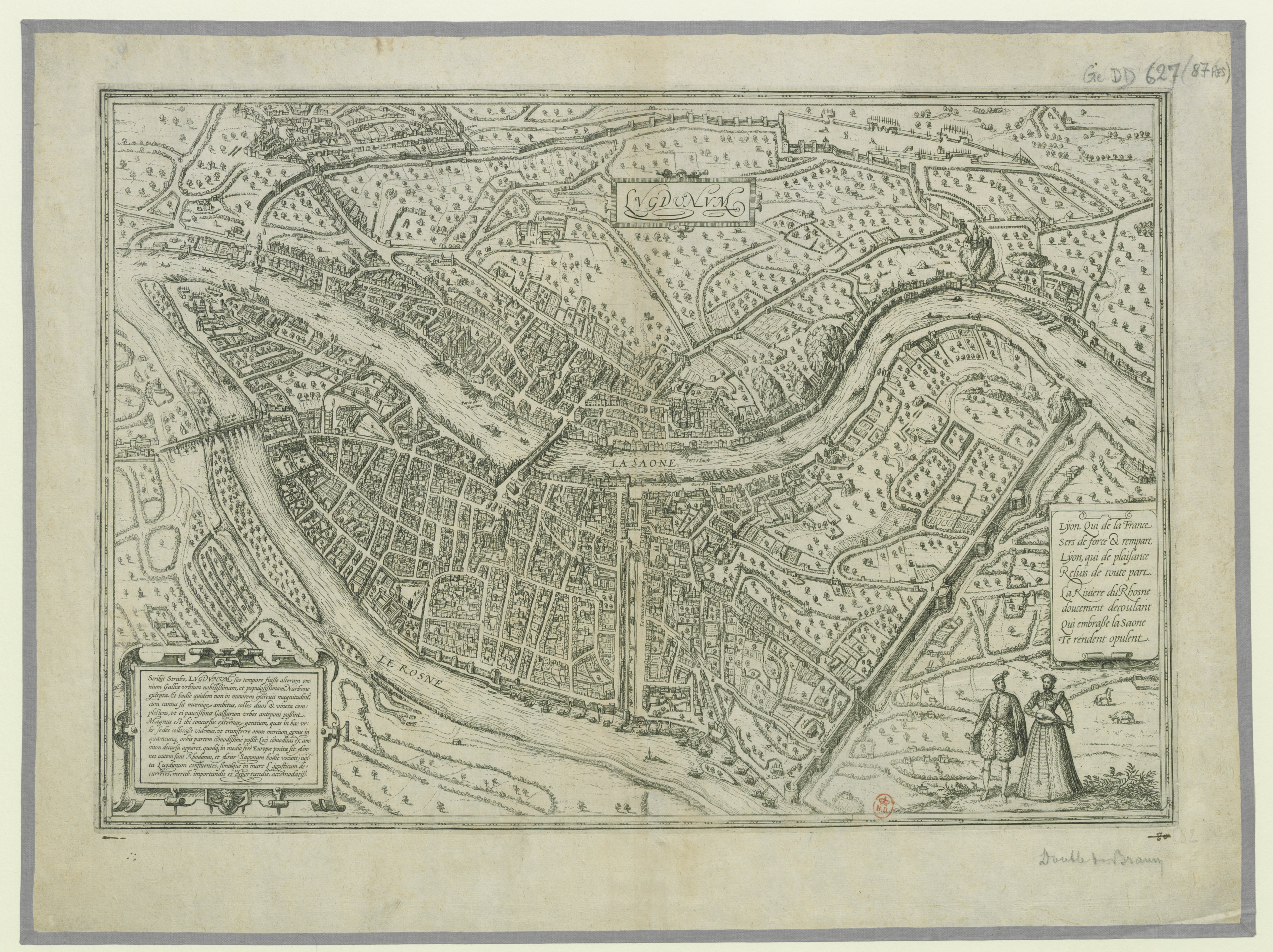
Plan de Lyon de 1572. La rue Bourgchanin, non nommée, est la rue coudée sortant du pont du Rhône, actuel pont de la Guillotière.

En période romaine c'est une zone inondable, elle accueillait non pas de vastes monuments publics mais des villae aux riches ornements (mosaïques luxueuses découvertes dans le quartier d'Ainay et de Bellecour) ainsi que de grands entrepôts. L'unique strucrure à vocation cultuelle que l'on pourrait situer dans ce secteur est un possible sanctuaire à Attis, à la fois fils et amant de Cybèle et dont la mythologie des Anciens renvoyait les lieux de culte à l'extérieur de la ville. Cette petite bourgade reste sujette aux crues du Rhône.
Chanin était un quartier issu des vici créé au IXe siècle en même temps que ceux de Saint-Vincent et Saint-Nizier (appelé également Vieux bourg).
Cette rue était dans le prolongement du premier pont sur le Rhône, les deux étant séparés par une porte flanquée de deux tours pour surveiller l'accès à la cité par l'est. C'est de ce quartier que commençait la fête du Chevalfol, qui allait jusqu'aux remparts d'Ainay.
La première attestation de la rue date de 1483. Elle change de nom pour devenir des parties des actuelles rue de la Barre et rue Bellecordière.